# Marie-José de Belgique
Titres
Épouse du prétendant au trône d’Italie
18 juin 1946 – 18 mars 1983
(36 ans et 9 mois)
Reine d'Italie
9 mai – 18 juin 1946
(1 mois et 9 jours)
Marie-José de Belgique, princesse de Belgique puis, par son mariage, reine d'Italie, est née à la villa Osterrieth à Mariakerke (Ostende), en Belgique, le 4 août 1906 et morte à Thônex, canton de Genève, Suisse, le 27 janvier 2001. 
Fille du roi Albert Ier de Belgique et de la reine Élisabeth en Bavière, elle a deux frères : le roi Léopold III et le prince-régent Charles. Elle est donc la tante de la grande-duchesse Joséphine-Charlotte de Luxembourg et des rois Baudouin et Albert II de Belgique. 
En qualité d'épouse du dernier roi d'Italie Humbert II, Marie-José de Belgique est la dernière reine d'Italie de mai à juin 1946.

## Biographie

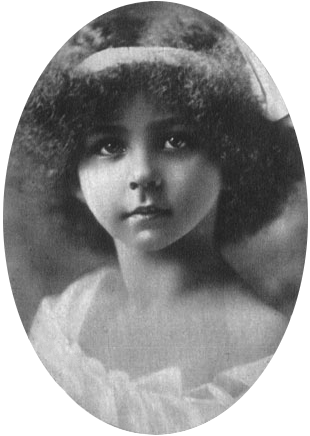
Marie-José de Belgique, âgée de neuf ans.

La princesse Marie-José de Belgique est d'abord élevée au palais du marquis d'Assche dans une famille très attachée aux valeurs traditionnelles, dans une ambiance de culture au sein de laquelle elle étudie le piano et le violon et se passionne pour les activités sportives. Pour le violon, elle a comme professeur Eugène Ysaÿe. Elle éprouve de la sympathie pour les idées socialistes.
Alors que la Belgique et l'Allemagne entrent en guerre, Marie-José, ses frères et sa mère quittent la Belgique pour l'Angleterre le 31 août 1914, à bord du Jan Breydel. Elle fréquente jusqu'en janvier 1917 la Brentwood Ursuline Convent High School. Vers la fin de la guerre, elle est envoyée en Italie, au Collegio de la Santissima Annunziata à la Villa di Poggio Imperiale où elle étudie du 22 mars 1917 à l'été 1919 . À la fin de la guerre, Marie-José rentre en Belgique.  
Éduquée pour contracter un mariage royal, elle est destinée au sortir de l'enfance au prince héritier Humbert d'Italie, ce qui déplaît fort à sa grand-tante Marie-Sophie en Bavière, la dernière reine des Deux-Siciles, en froid avec la maison de Savoie qui a mis un terme à l'indépendance de son royaume et qui l'a absorbé dans le nouveau royaume d'Italie en 1861 lors du Risorgimento. La première rencontre avec son futur époux, qui a alors treize ans, a lieu le 7 février 1918, au château de Lispida à Battaglia Terme, près de Padoue.
À l'automne 1919, elle est envoyée à l'Institut du Sacré-Cœur de Linthout à Bruxelles et suit des cours de ses treize à ses dix-huit ans. Elle étudie aussi à l'école supérieure de jeunes filles de Marie Haps. En 1924, Marie-José assiste à son premier bal de cour. Pour l'occasion, elle reçoit un diadème ancien en perles et diamants ayant appartenu à Stéphanie de Beauharnais .
L'ex-reine des Deux-Siciles meurt en 1925 à l'âge de 84 ans laissant le champ libre aux projets matrimoniaux des cours de Rome et de Bruxelles.[réf. nécessaire] Le mariage avec Humbert de Savoie a lieu le 8 janvier 1930 en la chapelle Pauline du palais du Quirinal, à Rome. Parmi les cadeaux de mariage figurent une parure de turquoise et de diamants, portée par la mariée lors d'une réception avant le mariage , et un nœud en diamant servant à fixer les décorations honorifiques lors d'occasions officielles . Le couple habite le palais royal de Turin de février 1930 à novembre 1931 puis déménage à Naples. 
Le couple a quatre enfants  :

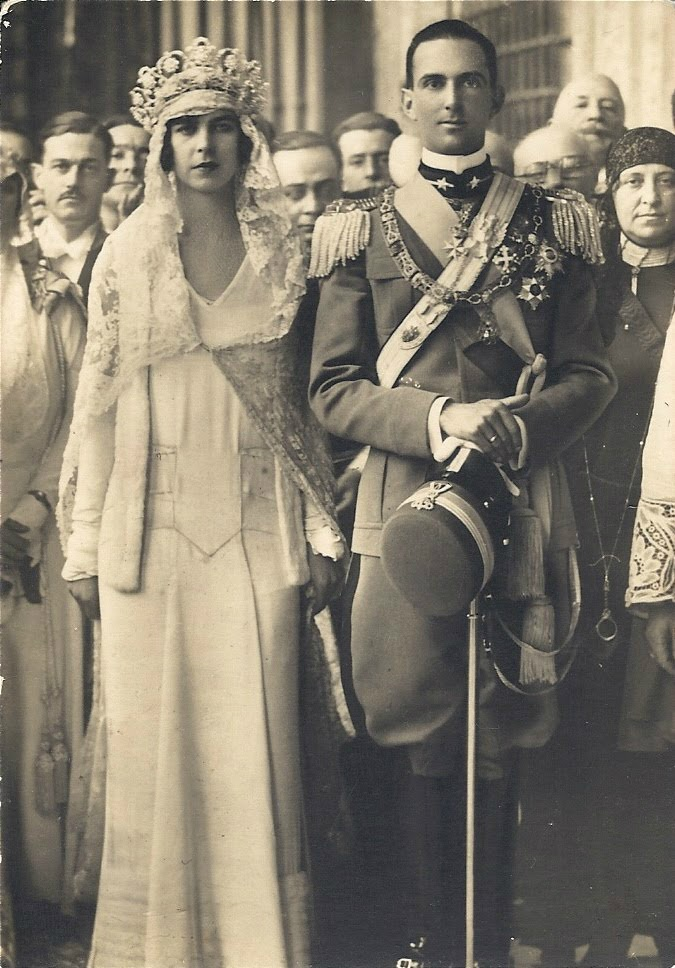
Le couple le jour de leur mariage.

- Maria-Pia (née le 24 septembre 1934), épouse en premières noces le 12 février 1955 le prince Alexandre de Yougoslavie et, après leur divorce (après 13 ans de mariage), épouse en secondes noces le 8 mai 2003 le prince Michel de Bourbon-Parme ;

- Victor-Emmanuel (né le 12 février 1937 et mort le 3 février 2024[7]), épouse le 7 octobre 1971 Marina Doria (1935-) (ses déboires judiciaires amèneront certains partisans de la monarchie à préférer comme chef de la maison royale d'Italie et prétendant au trône son cousin Amédée, duc d'Aoste) ;

- Marie-Gabrielle (née le 24 février 1940), épouse le 21 juin 1969 Robert Zellinger de Balkany (divorce en 1990) ;

- Marie-Béatrice (née le 2 février 1943), épouse le 1er avril 1970 Luis Reyna-Corvalán y Dillon, (divorce en 1998).

En octobre 1939, la princesse Marie-José est nommée présidente de la Croix-Rouge italienne.

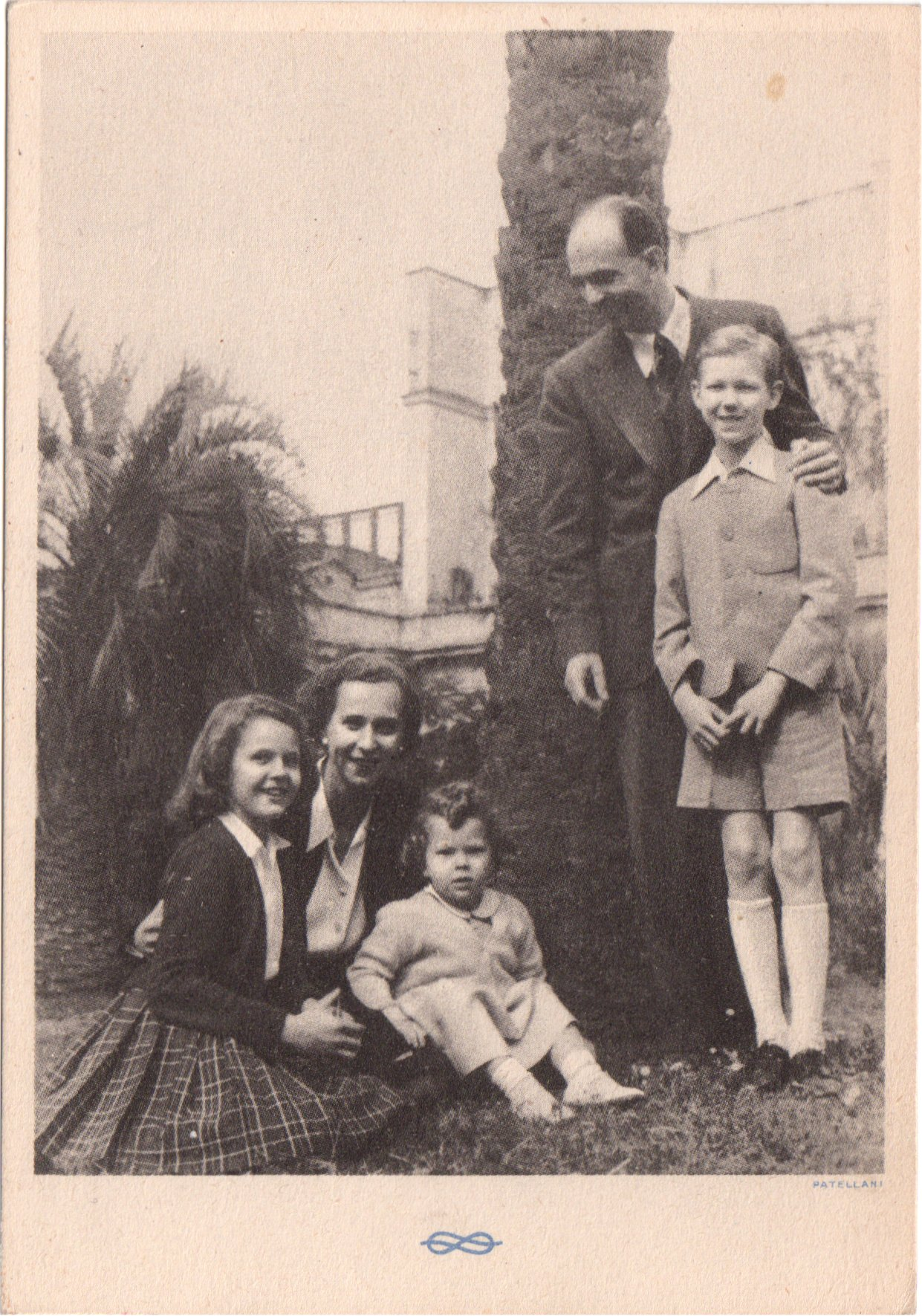
Marie-José, son époux, son fils et ses deux filles cadettes en 1945.

Le 10 mai 1940, les Allemands franchissent les frontières belge, néerlandaise et luxembourgeoise. Marie-José part pour la Suisse retrouver sa mère exilée, mais Humbert l'incite à rentrer rapidement en Italie, avant que la presse et l'opinion publique ne réalisent son absence. L'Italie se retrouve par son alliance, pour un temps, victorieuse du côté de l'Allemagne nazie et le 10 juin, Benito Mussolini annonce sa déclaration de guerre à la France quasiment vaincue et à l'Angleterre qui, à partir du 17 juin, mène seule le combat contre les force de l'Axe. Le 17 octobre 1940, la princesse rencontre Hitler au Berghof. Selon les témoignages de Romano Mussolini, le fils de Benito Mussolini, Marie-José aurait entretenu une relation romantique avec le Duce, bien que n'étant pas connue pour avoir soutenu le régime fasciste .
Mais la débâcle est proche car au premier semestre de 1943, l'Axe collectionne les défaites. En 1943, l'armée alliée débarque en Sicile. Le roi Victor-Emmanuel III d'Italie, beau-père de Marie-José, congédie Mussolini le 25 juillet 1943 et cherche à mettre fin aux hostilités avec les Alliés. Le 6 août 1943, son beau-père la convoque dans son bureau et lui ordonne de quitter Rome dans les vingt-quatre heures, avec ses quatre enfants. La famille se réfugie dans le Piémont, à Sant'Anna di Valdieri. Après l'annonce officielle de l'armistice le 8 septembre, Marie-José reçoit l'ordre du roi de partir pour la Suisse. En septembre 1943, la presse suisse signale la présence de la princesse avec ses quatre enfants à Montreux à l'hôtel Excelsior et son retour pour l'Italie en mai 1945. Elle franchit le col du Grand-Saint-Bernard, le 8 septembre 1943. Cependant, comme Hitler voulait faire enlever le petit prince héritier, le général Guisan ordonne par mesure de sécurité de loger Marie-José à Oberhofen sur le lac de Thoune. En effet les SS se trouvent à Évian, sur l'autre rive du lac Léman.
Après avoir laissé ses enfants à Glion et sa voiture à Martigny, le 25 avril 1945, la princesse part pour l'Italie à pied et à ski par le col du Grand-Saint-Bernard. En Italie, une voiture, accompagnée d'un détachement de partisans, attend la princesse. L'accueil est chaleureux. De retour à Rome quelques mois plus tard, les difficultés commencent pour la maison de Savoie et le 9 mai 1946 le roi Victor-Emmanuel III abdique et, en compagnie d'Hélène de Monténégro, quitte à jamais l'Italie pour l'Égypte. Montés sur le trône d'Italie le 9 mai 1946, Humbert II et Marie-José ne règnent qu'un seul mois (24 jours). Le référendum du 2 juin 1946 instaure la république en Italie. Marie-José est donc la dernière reine d'Italie et est surnommée « la Reine de mai ». Le roi Humbert II quitte le trône sans abdiquer et se retire au Portugal, le 13 juin 1946 précédé de toute la famille royale. La treizième disposition transitoire de la nouvelle Constitution, entrée en vigueur, le 1er janvier 1948, lui interdit le retour en Italie.
En exil, le roi Humbert et la reine Marie-José se séparent en août 1947 (lui vit au Portugal et elle, pour des raisons de santé, trouve refuge à Merlinge près de Genève, en Suisse avec son fils), mais continuent d'apparaître ensemble lors des événements familiaux et conservent un profond respect et une grande amitié l'un envers l'autre. En 1953, ils passent leurs vacances ensemble. La reine Marie-José écrit plusieurs livres sur ses parents et l'histoire de la maison de Savoie, ayant commencé son travail d'écriture avec l'abbé Gabriel Loridon, secrétaire perpétuel de l'Académie de Savoie, rencontré durant son exil en Suisse. L’Académie française lui décerne le Prix de la langue française en 1963 pour ses ouvrages sur la maison de Savoie.
En 1983, la reine Marie-José perd son époux le roi Humbert II le 18 mars, puis ses deux frères, le prince Charles le 1er juin, et le roi Léopold III le 25 septembre. Durant son exil, Marie-José voyage beaucoup, visitant l'Égypte, l'Inde, la Chine, la Pologne, la Russie, le Moyen-Orient... Après avoir obtenu une dérogation partielle à l'interdiction d'entrée en Italie le 10 décembre 1987, Marie-José se rend à Aoste le 1er mars 1988 puis à Turin. En 1991, elle quitte la Suisse pour s'établir au Mexique, à la Villa Lupo, à Cuernavaca . Elle revient en Suisse, à Vésenaz près de Genève en 1996.
Elle meurt le 27 janvier 2001 à l'hôpital cantonal de Genève et elle est inhumée aux côtés de son époux à l'abbaye d'Hautecombe en Savoie . Parmi les invités aux funérailles, figurent le roi Albert II de Belgique, le roi Juan Carlos Ier d'Espagne et l'ex-impératrice Farah d'Iran. L'émotion causée par son décès incite les parlementaires italiens à abroger la loi d'exil imposée aux princes de la famille : le fils et le petit-fils de Marie-José pourront fouler le sol italien à partir de 2002.

## Honneurs
Marie-José de Belgique est titulaire des ordres suivants :
- Dame grand cordon de l'ordre des Saints-Maurice-et-Lazare (royaume d'Italie).
- Dame de l'ordre constantinien de Saint-Georges (maison de Bourbon-Siciles).
- Chevalier de l'ordre de l'Éperon d'or (Vatican).
- Dame de grâce et de dévotion en obédience de l'ordre souverain militaire et hospitalier de Saint-Jean de Jérusalem, de Rhodes et de Malte.
- Dame noble de 1re classe de l'ordre de la Croix étoilée, (maison de Habsbourg).
- Dame grand-croix de 1re classe de l'ordre des Saintes-Olga-et-Sophie (Grèce).

## Actes d'état civil

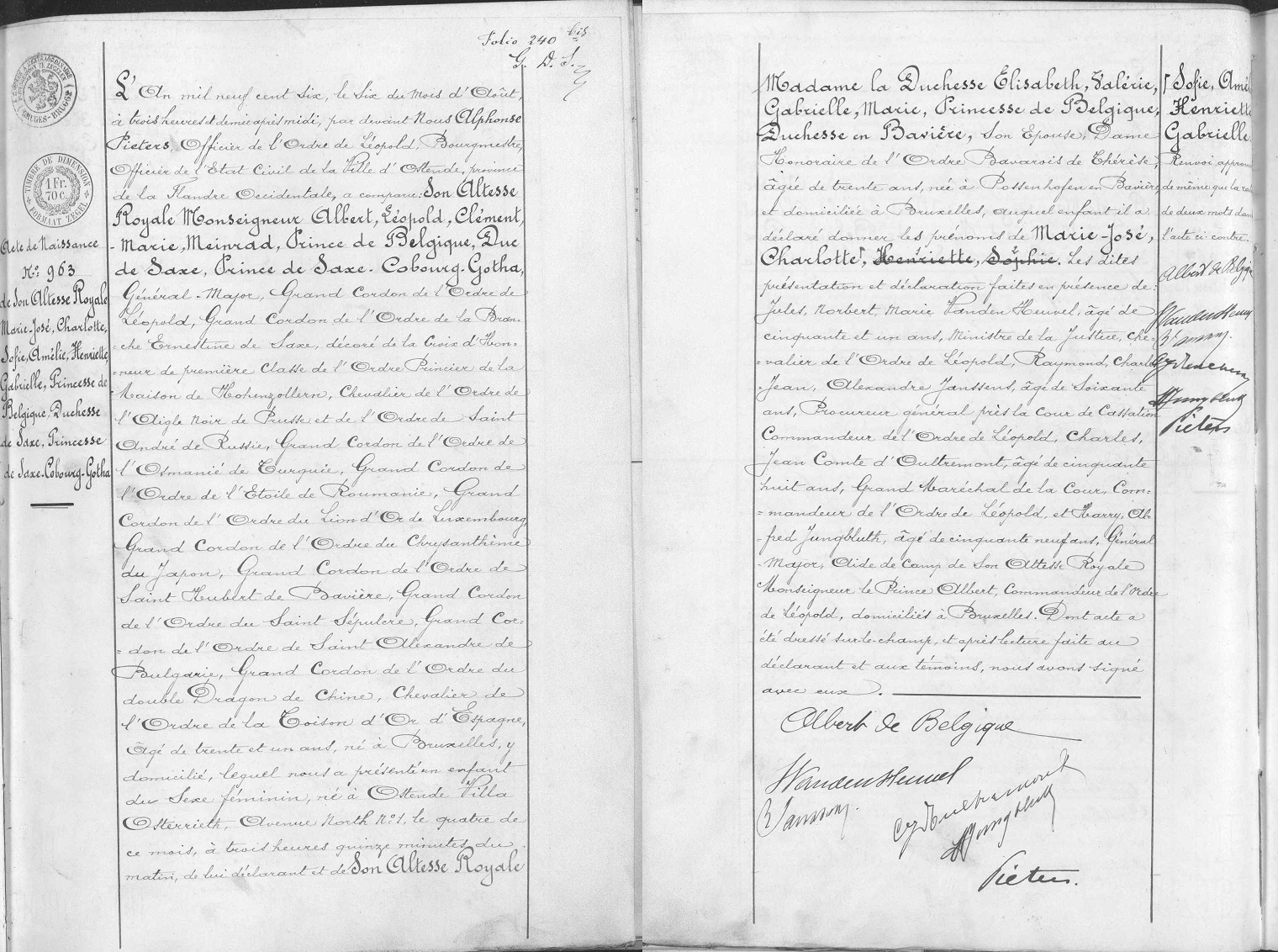
Acte de naissance de Marie-José de Belgique (1906)

## Publications
- La maison de Savoie. Tome I : Les origines - le comte vert - le comte rouge. Préface de Benedetto Croce. P., Albin Michel. 1956. Reprint à Milan en 1989, pour le compte de la Fondazione Umberto II & Maria-Josè di Savoia.
- La maison de Savoie Tome II  - Amédée VIII, la jeunesse.
- La maison de Savoie Tome III - Amédée VIII, le duc qui devint pape, Paris, Albin Michel, 1962.
- Emanuele Filiberto di Savoia. Un valoroso guerriero, un principe illuminato.